# Pareidolia

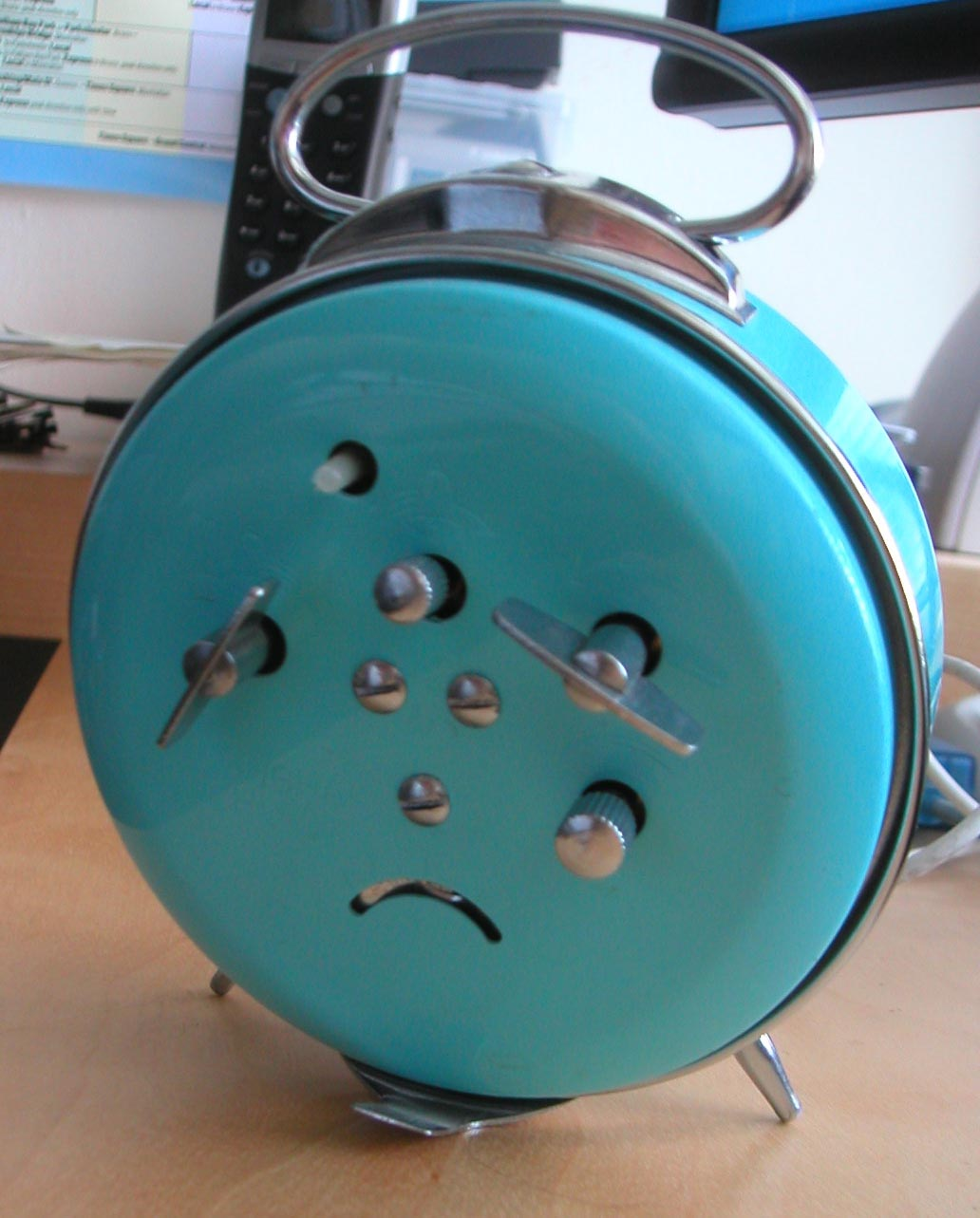
Aquest despertador sembla tenir una cara trista.

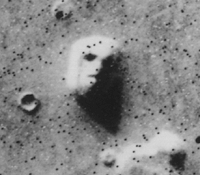
Famosa foto d'una muntanya a Mart que es creia que era un cas de pareidolia, atesa la semblança amb una cara humana. Anàlisis posteriors de la imatge tridimensional demostren que sense les ombres també ofereix una figura humana.

La pareidòlia és un fenomen psicològic que consisteix en el fet que un estímul vague i aleatori (habitualment una imatge) sigui percebut com una forma recognoscible i significativa. Una explicació d'aquest fenomen d'acord amb el funcionament del cervell, és descrita per Jeff Hawkins en la seva teoria de memòria-predicció (memory-prediction framework). La pareidolia és un cas específic del fenomen més general de l’apofènia.

## Etimologia
La paraula va ser proposada en diversos articles pel psiquiatra alemany Karl Ludwig Kahlbaum (1828-1899), per exemple al de 1866 "Die Sinnesdelierien" ("Sobre el deliri dels sentits"). És una conjunció dels mots grecs pará (παρά, "al costat de, en comptes de”), i el nom eídōlon (εἴδωλον, "imatge, forma, figura").

## Descripció
El caràcter aparentment sagrat de determinats jaciments arqueològics, podria ser explicat en part, amb:
- El fenomen psicològic conegut com a hierofania, generalment associat a les experiències religioses.
- El fenomen psicològic conegut com a pareidolia -perceptiu, no necessàriament patològic- utilitzat en l'exploració psicològica (test de Rorschach).

## Casos coneguts
Alguns exemples comuns de la pareidolia són:
- Visió d'animals o rostres en la forma dels núvols.
- Visió de rostres als cims d'alguns turons pedregosos.
- Visió de cara a la part davantera o posterior d'un vehicle (els fars representarien els ulls, la graella la boca i el parabrisa el front o cap).[6]
- Imatges de rostres en aparells (a la imatge), edificis, etc.
- Visió de persones o siluetes en el paviment.
- Audició de missatges recognoscibles en enregistraments en idiomes desconeguts o reproduïdes al revés.
- Observacions d'ovnis, críptids, fantasmes o altres fenòmens paranormals.
- Nombroses figures religioses o simplement humanes, en objectes astronòmics com la Lluna i la nebulosa de l'Àliga.
- Imatges religioses en objectes quotidians (arbres, pedres, etc.).

## Citacions
| «               | El terme pareidolia, actualment en desús, és el que designa més bé les alteracions perceptives en què, a partir d'un camp real de percepció escassament estructurat, l'individu creu percebre una cosa diferent, barrejant el percebut amb el fantasiejat. En aquest sentit, és una forma d'il·lusió o percepció enganyosa que es diferencia clarament de les al·lucinacions, pseudoal·lucinacions, al·lucinosi o metamorfòpcirs. | » |
| — Martín et al. | |   |

| «                            | Sovint l'ésser humà, en observar un objecte, un núvol o una taca, tendeix, de manera inconscient, a reconèixer en aquests objectes de formes caòtiques, patrons assimilables a objectes coneguts. Aquest fenomen és conegut com a pareidolia. | » |
| — Patricio Bustamante, 2007, | |   |

| «                     | Diverses obres rupestres i jaciments arqueològics del món presenten característiques que permeten associar-los amb el fenomen denominat pareidolia. En ells, accidents del paisatge, roques, etc., presenten formes que semblen persones, animals, etc. Sembla ser un fenomen extensiu que podria constituir-se tant en una eina d'anàlisi com de contrast d'obres i entorns pertanyents a diverses cultures del món. | » |
| — Patricio Bustamante | |   |